# چهارشنبه‌سوری (فیلم)
چهارشنبه‌سوری سومین فیلم سینمایی اصغر فرهادی است. این فیلم در بیست و چهارمین جشنواره فیلم فجر ۱۳۸۴ نامزد دریافت ۹ جایزه بود، که در نهایت موفق به کسب سیمرغ‌های بلورین بهترین کارگردانی، بهترین بازیگر نقش اول زن، بهترین تدوین و همچنین سیمرغ بلورین فیلم محبوب تماشاگران شد. چهارشنبه‌سوری برنده هوگو طلایی جشنواره بین‌المللی فیلم شیکاگو و نامزد پلنگ طلایی جشنواره فیلم لوکارنو در سال ۲۰۰۶ شد.

## خلاصه داستان
مضمون فیلم درباره زندگی پرتنش زوجی به نام مژده و مرتضی سامعی است که صبح بعد از چهارشنبه‌سوری برای تعطیلات به دبی آماده می‌شوند. مرتضی از طریق یک آژانس، خدمه‌ای تازه به نام روحی، که نامزد کرده و به زودی ازدواج می‌کند، استخدام می‌کند تا به آن‌ها در تمیزکردن آپارتمان کمک کند، هرچند مژده در ابتدا معتقد است نیازی به کمک او ندارند.
در حالی که روحی مشغول کار است، کم‌کم متوجه اتفاقات بین مژده و مرتضی می‌شود؛ مژده شک دارد که مرتضی پشت سرش با همسایه طلاق‌گرفته‌شان، سیمین، رابطه دارد، چون شماره سیمین را در تلفن مرتضی پیدا کرده است. سیمین هم در آپارتمان آن‌ها سالن زیبایی راه انداخته که باعث نارضایتی همسایه‌ها شده، چون از وضعیت طلاقش شاکی‌اند. وقتی مرتضی می‌گوید تا ساعت پنج عصر به خانه نمی‌آید، مژده از روحی می‌خواهد که با بهانه کوتاه کردن ابرو، از سیمین بپرسد او هم تا آن موقع خانه نیست؛ روحی جواب مثبت می‌گیرد و شک مژده تأیید می‌شود.
با این حال سیمین وقت دارد ابروی روحی را کوتاه کند و روحی در آنجا متوجه می‌شود که سیمین از زمان حرکت سامعی‌ها به دبی خبر دارد. هنگام خروج، صاحبخانه می‌آید و به سیمین می‌گوید که قصد فروش آپارتمان را دارند، اما روحی با تظاهر به اینکه خواهرزاده سیمین است، جلوی درگیری را می‌گیرد. وقتی روحی به خانه سامعی برمی‌گردد، می‌بیند مژده چادرش را برداشته تا بتواند مرتضی را زیر نظر بگیرد و روحی مجبور می‌شود پسر سامعی‌ها، امیرعلی، را از مدرسه به خانه ببرد. مرتضی از این ماجرا عصبانی می‌شود و مژده را جلوی دیگران کتک می‌زند. مژده از دست این رفتار خسته می‌شود و به خانه خواهرش با امیرعلی نقل مکان می‌کند و به هیچ وجه عذرخواهی مرتضی را نمی‌پذیرد. برای آرام کردن فضا، روحی درباره اینکه سیمین چگونه از زمان حرکت اطلاع داشته، دروغ می‌گوید.
مرتضی به روحی پیشنهاد می‌دهد تا با او و امیرعلی به تماشای آتش‌بازی بروند و بعد او را به خانه برساند. مرتضی در این بین به طور مخفیانه با سیمین ملاقات می‌کند و رابطه‌شان را تأیید می‌کند، ولی سیمین می‌گوید نمی‌خواهد خانواده سامعی از هم بپاشد و می‌خواهد جدا شوند. سیمین در خیابان مورد اذیت و آزار قرار می‌گیرد و غمگین است که حالا کاملاً تنها شده. روحی عطر سیمین را بو می‌کند و متوجه می‌شود که آن فندک موسیقی‌دار معروف سیمین را مرتضی دارد و حقیقت را می‌فهمد. بعداً وقتی منتظر ماشین است، شوهر سابق سیمین را می‌بیند که دخترشان را به خانه می‌رساند. روحی قصد دارد این موضوع را به مژده بگوید اما منصرف می‌شود.
مژده به کار تمیزکاری و مراقبت از سیمین ادامه می‌دهد و روحی به خانه‌اش می‌رود. وقتی مرتضی از روحی می‌پرسد چرا دروغ گفتند، روحی فقط می‌تواند بگوید سیمین آن روز مهربان بود. نامزد روحی از نتیجه کار ابرو خوشحال است. مرتضی سعی می‌کند شوهر سابق سیمین را به داخل خانه دعوت کند اما او اصرار دارد در ماشین بخوابد. مرتضی تنها می‌خوابد و مژده با امیرعلی می‌خوابد.

## بازیگران
- هدیه تهرانی در نقش مژده صفایی
- ترانه علیدوستی در نقش روح‌انگیز (روحی) براتی
- حمید فرخ‌نژاد در نقش مرتضی سمیعی
- پانته‌آ بهرام در نقش سیمین
- هومن سیدی در نقش عبدالرضا
- سحر دولتشاهی در نقش مهشید صفایی
- متین حیدری‌نیا در نقش امیرعلی سمیعی
- فروغ قجابگلی
- بهشاد شریفیان

## جوایز

### بیست و چهارمین دوره جشنواره فیلم فجر
| قسمت                          | نامزد                          | نتیجه    |
| ----------------------------- | ------------------------------ | -------- |
| بهترین فیلم از نگاه تماشاگران | اصغر فرهادی و سیدجمال ساداتیان | برنده    |
| بهترین فیلم                   | سیدجمال ساداتیان               | نامزدشده |
| بهترین کارگردانی              | اصغر فرهادی                    | برنده    |
| بهترین بازیگر نقش اول مرد     | حمید فرخ‌نژاد                   | نامزدشده |
| بهترین بازیگر نقش اول زن      | هدیه تهرانی                    | برنده    |
| بهترین بازیگر نقش مکمل زن     | ترانه علیدوستی                 | نامزدشده |
| بهترین بازیگر نقش مکمل زن     | پانته‌آ بهرام                   | نامزدشده |
| بهترین فیلمنامه               | اصغر فرهادی و مانی حقیقی       | نامزدشده |
| بهترین تدوین                  | هایده صفی یاری                 | برنده    |
| بهترین صداگذاری               | مسعود بهنام و حسین ابوالصدق    | نامزدشده |

### نهمین دوره جشن حافظ
| قسمت                    | نامزد            | نتیجه    |
| ----------------------- | ---------------- | -------- |
| بهترین فیلم             | سیدجمال ساداتیان | نامزدشده |
| بهترین کارگردانی        | اصغر فرهادی      | برنده    |
| بهترین بازیگر مرد سینما | حمید فرخ‌نژاد     | نامزدشده |
| بهترین بازیگر زن سینما  | پانته‌آ بهرام     | نامزدشده |
| بهترین بازیگر زن سینما  | هدیه تهرانی      | نامزدشده |
| بهترین فیلمبرداری       | حسین جعفریان     | نامزدشده |
| بهترین موسیقی متن       | پیمان یزدانیان   | نامزدشده |
| بهترین تدوین            | هایده صفی یاری   | نامزدشده |
| بهترین صدا              | حسن زاهدی        | نامزدشده |

- تندیس بهترین بازیگر نقش اول زن از دهمین دوره جشن خانه سینما به هدیه تهرانی
- تندیس بهترین بازیگر نقش دوم زن از دهمین دوره جشن خانه سینما به پانته آ بهرام
- برنده تندیس بهترین فیلم از اولین دوره جشن انجمن منتقدان و نویسندگان سینمای ایران
- برنده بانوی طلایی جشنواره فیلم لاس پالماس ۲۰۰۷
- نامزد قرقاول طلایی و برنده قرقاول نقره‌ای جشنواره فیلم کرالا ۲۰۰۶
- برنده جایزه ویژه هیئت داوران جشنواره سه قاره نانت ۲۰۰۶
- نامزد صدف طلایی جشنواره سه قاره نانت ۲۰۰۶
- فیلم دوم جایزه هیئت داوران جوان جشنواره فیلم لوکارنو ۲۰۰۶
- برنده هوگو طلایی جشنواره بین‌المللی فیلم شیکاگو ۲۰۰۶
- نامزد جایزه منتقدان جشنواره فیلم هامبورگ ۲۰۰۶
- نامزد یوزپلنگ طلایی جشنواره فیلم لوکارنو ۲۰۰۶